# Kiama
Kiama – miasto w Australii położone nad rzeką Minnamurra, w odległości 120 km na południe od Sydney.

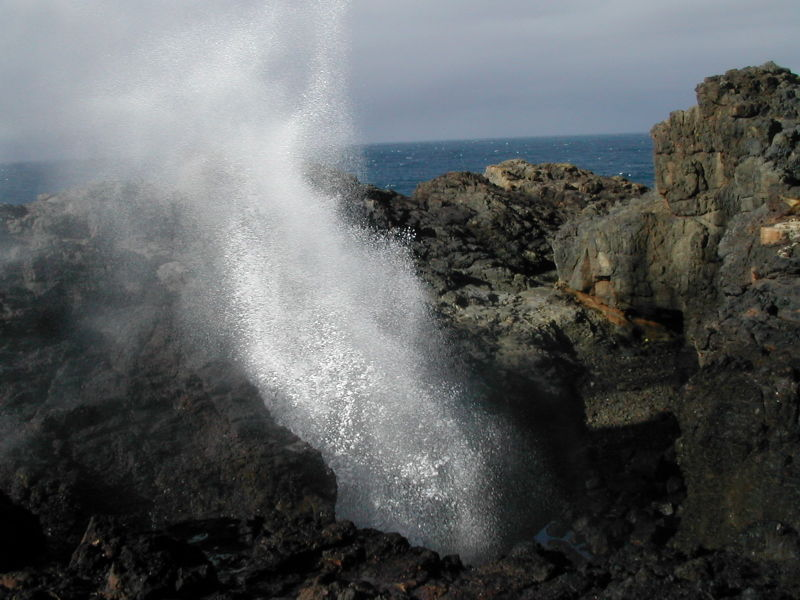
Gejzer w pobliżu Kiama

W mieście działa Kiama Alpine Club, jednymi z założycieli którego byli dr Eugene Baranowsky (ur. w 1914 w Buczaczu) wraz ze żoną Lalą.